# Il trionfo dei dieci gladiatori
Il trionfo dei dieci gladiatori è un film del 1964 diretto da Nick Nostro.
È il seguito de I dieci gladiatori e sarà a sua volta seguito da Gli invincibili dieci gladiatori.

## Trama
L'Impero Romano sta conquistando e annettendo al suo dominio tutte le regioni che gli si oppongono, tra queste c'è l'Asia Minore ed è qui che si svolge la storia: un proconsole ordina a dieci dei suoi più fidati gladiatori di rapire la regina nemica. Ma dietro l'azione si cela un piano di ribaltamento della politica ai danni dell'Impero.